# Boeddhisme per land

Percentage Boeddhisten per land.

Op deze pagina staan gegevens met betrekking tot de verspreiding van het boeddhisme.

## Per land
| Land                                          | Regio            | Bevolking (2005) | Boeddhisten | Percentage |
| --------------------------------------------- | ---------------- | ---------------- | ----------- | ---------- |
| boeddhisme in Afghanistan                     | Centraal-Azië    | 29.928.987       | 0           | –          |
| boeddhisme in Albanië                         | Balkan           | 3.563.112        | 0           | –          |
| boeddhisme in Algerije                        | Noord-Afrika     | 32.531.853       | 0           | –          |
| boeddhisme in Angola                          | Zuidelijk Afrika | 11.190.786       | 0           | –          |
| boeddhisme in Argentinië                      | Zuid-Amerika     | 39.537.943       | 39.537      | 0,1%       |
| boeddhisme in Armenië                         | Midden-Oosten0   | 2.982.904        | 0           | –          |
| boeddhisme in Australië                       | Oceanië          | 20.090.437       | 381.718     | 1,9%       |
| boeddhisme in Azerbeidzjan                    | Midden-Oosten    | 7.911.974        | 0           | –          |
| boeddhisme in Bahrein                         | Midden-Oosten    | 688.345          | 0           | –          |
| boeddhisme in Bangladesh                      | Zuid-Azië        | 144.319.628      | 721.598     | 0,5%       |
| boeddhisme in België                          | West-Europa      | 10.364.388       | 20.730      | 0,2%       |
| boeddhisme in Belize                          | Midden-Amerika   | 279.457          | 0           | –          |
| boeddhisme in Benin                           | West-Afrika      | 7.460.025        | 0           | –          |
| boeddhisme in Bhutan                          | Zuid-Azië        | 2.232.291        | 1.651.895   | 74%        |
| boeddhisme in Bolivia                         | Zuid-Amerika     | 8.857.870        | 8.857       | 0,1%       |
| boeddhisme in Bosnië en Herzegovina           | Balkan           | 4.025.476        | 0           | –          |
| boeddhisme in Botswana                        | Zuidelijk Afrika | 1.640.115        | 0           | –          |
| boeddhisme in Brazilië                        | Zuid-Amerika     | 186.112.794      | 232.640     | 0,125%     |
| boeddhisme in Brunei                          | Zuidoost-Azië    | 372.361          | 48.406      | 13%        |
| boeddhisme in Bulgarije                       | Balkan           | 7.450.349        | 0           | –          |
| boeddhisme in Burkina Faso                    | West-Afrika      | 13.925.313       | 0           | –          |
| boeddhisme in Burundi                         | Centraal-Afrika  | 6.370.609        | 0           | –          |
| boeddhisme in Cambodja                        | Zuidoost-Azië    | 14.701.717       | 14.172.455  | 96%        |
| boeddhisme in Canada                          | Noord-Amerika    | 32.805.041       | 262.440     | 0,8%       |
| boeddhisme in Centraal-Afrikaanse Republiek   | Centraal-Afrika  | 3.799.897        | 0           | –          |
| boeddhisme in Chili                           | Zuid-Amerika     | 15.980.912       | 0           | –          |
| boeddhisme in China                           | Oost-Azië        | 1.306.313.812    | 104.505.104 | 8%         |
| boeddhisme in Colombia                        | Zuid-Amerika     | 42.954.279       | 0           | –          |
| boeddhisme in Comoren                         | Oost-Afrika      | 671.247          | 0           | –          |
| boeddhisme in Congo-Brazzaville               | Centraal-Afrika  | 3.039.126        | 0           | –          |
| boeddhisme in Congo-Kinshasa                  | Centraal-Afrika  | 60.085.004       | 0           | –          |
| boeddhisme in Costa Rica                      | Midden-Amerika   | 4.016.173        | 4.016       | 0,1%       |
| boeddhisme in Cuba                            | Noord-Amerika    | 11.346.670       | 11.346      | 0,1%       |
| boeddhisme in Cyprus                          | Midden-Oosten    | 780.133          | 0           | –          |
| boeddhisme in Denemarken                      | West-Europa      | 5.432.335        | 17.000      | 0,32%      |
| boeddhisme in Djibouti                        | Oost-Afrika      | 476.703          | 0           | –          |
| boeddhisme in de Dominicaanse Republiek       | Caraïben         | 8.950.034        | 0           | –          |
| boeddhisme in Duitsland                       | West-Europa      | 82.431.390       | 82.431      | 0,1%       |
| boeddhisme in Ecuador                         | Zuid-Amerika     | 13.363.593       | 13.363      | 0,1%       |
| boeddhisme in Egypte                          | Noord-Afrika     | 77.505.756       | 0           | –          |
| boeddhisme in El Salvador                     | Midden-Amerika   | 6.704.932        | 0           | –          |
| boeddhisme in Eritrea                         | Oost-Afrika      | 4.561.599        | 0           | –          |
| boeddhisme in Estland                         | Oost-Europa      | 1.332.893        | 0           | –          |
| boeddhisme in Ethiopië                        | Oost-Afrika      | 73.053.286       | 0           | –          |
| boeddhisme in Fiji                            | Oceanië          | 893.354          | 0           | –          |
| boeddhisme in de Filipijnen                   | Zuidoost-Azië    | 87.857.473       | 1.317.862   | 1,5%       |
| boeddhisme in Finland                         | West-Europa      | 5.223.442        | 5.223       | 0,1%       |
| boeddhisme in Frankrijk                       | West-Europa      | 60.656.178       | 485.249     | 0,8%       |
| boeddhisme in Gabon                           | West-Afrika      | 1.389.201        | 0           | –          |
| boeddhisme in Gambia                          | West-Afrika      | 1.593.256        | 0           | –          |
| boeddhisme in Georgië                         | Midden-Oosten    | 4.677.401        | 0           | –          |
| boeddhisme in Ghana                           | West-Afrika      | 21.029.853       | 0           | –          |
| boeddhisme in Griekenland                     | Balkan           | 10.668.354       | 0           | –          |
| boeddhisme in Grenada                         | Caraïben         | 89.502           | 0           | –          |
| boeddhisme in Groot-Brittannië                | West-Europa      | 60.441.457       | 302.207     | 0,5%       |
| boeddhisme in Guatemala                       | Midden-Amerika   | 14.655.189       | 0           | –          |
| boeddhisme in Guinee                          | West-Afrika      | 9.467.866        | 0           | –          |
| boeddhisme in Guinee-Bissau                   | West-Afrika      | 1.416.027        | 0           | –          |
| boeddhisme in Guyana                          | Zuid-Amerika     | 765.283          | 0           | –          |
| boeddhisme in Haïti                           | Caraïben         | 8.121.622        | 0           | –          |
| boeddhisme in Honduras                        | Midden-Amerika   | 6.975.204        | 0           | –          |
| boeddhisme in Hongarije                       | Centraal-Europa  | 10.006.835       | 0           | –          |
| boeddhisme in Ierland                         | West-Europa      | 4.015.676        | 0           | –          |
| boeddhisme in IJsland                         | West-Europa      | 296.737          | 0           | –          |
| boeddhisme in India                           | Zuid-Azië        | 1.080.264.388    | 7.561.850   | 0,7%       |
| boeddhisme in Indonesië                       | Zuidoost-Azië    | 241.973.879      | 2.032.580   | 0,84%      |
| boeddhisme in Irak                            | Midden-Oosten    | 26.074.906       | 0           | –          |
| boeddhisme in Iran                            | Midden-Oosten    | 68.017.860       | 0           | –          |
| boeddhisme in Israël                          | Midden-Oosten    | 6.276.883        | 0           | –          |
| boeddhisme in Italië                          | West-Europa      | 58.103.033       | 0           | –          |
| boeddhisme in Ivoorkust                       | West-Afrika      | 17.298.040       | 0           | –          |
| boeddhisme in Jamaica                         | Caraïben         | 2.731.832        | 0           | –          |
| boeddhisme in Japan                           | Oost-Azië        | 127.417.244      | 90.466.243  | 71%        |
| boeddhisme in Jemen                           | Midden-Oosten    | 20.727.063       | 0           | –          |
| boeddhisme in Jordanië                        | Midden-Oosten    | 5.759.732        | 0           | –          |
| boeddhisme in Kameroen                        | West-Afrika      | 16.380.005       | 0           | –          |
| boeddhisme in Kazachstan                      | Centraal-Azië    | 15.185.844       | 0           | –          |
| boeddhisme in Kenia                           | Oost-Afrika      | 33.829.590       | 0           | –          |
| boeddhisme in Kirgizië                        | Centraal-Azië    | 5.146.281        | 0           | –          |
| boeddhisme in Koeweit                         | Midden-Oosten    | 2.335.648        | 0           | –          |
| boeddhisme in Kroatië                         | Balkan           | 4.495.904        | 0           | –          |
| boeddhisme in Laos                            | Zuidoost-Azië    | 6.217.141        | 3.730.284   | 60%        |
| boeddhisme in Lesotho                         | Zuidelijk Afrika | 1.867.035        | 0           | –          |
| boeddhisme in Letland                         | Oost-Europa      | 2.290.237        | 0           | –          |
| boeddhisme in Libanon                         | Midden-Oosten    | 3.826.018        | 0           | –          |
| boeddhisme in Liberia                         | West-Afrika      | 3.482.211        | 0           | –          |
| boeddhisme in Libië                           | Noord-Afrika     | 5.765.563        | 0           | –          |
| boeddhisme in Litouwen                        | Oost-Europa      | 3.596.617        | 0           | –          |
| boeddhisme in Luxemburg                       | West-Europa      | 468.571          | 0           | –          |
| boeddhisme in Macedonië                       | Balkan           | 2.045.262        | 0           | –          |
| boeddhisme in Madagaskar                      | Zuidelijk Afrika | 18.040.341       | 0           | –          |
| boeddhisme in Malawi                          | Zuidelijk Afrika | 12.158.924       | 0           | –          |
| boeddhisme in Maldiven                        | Zuid-Azië        | 349.106          | 0           | –          |
| boeddhisme in Maleisië                        | Zuidoost-Azië    | 23.953.136       | 4.599.002   | 19,2%      |
| boeddhisme in Mali                            | West-Afrika      | 12.291.529       | 0           | –          |
| boeddhisme in Marokko                         | Noord-Afrika     | 32.725.847       | 0           | –          |
| boeddhisme in Mauritanië                      | Noord-Afrika     | 3.086.859        | 0           | –          |
| boeddhisme in Mauritius                       | Zuidelijk Afrika | 1.230.602        | 3.691       | 0,3%       |
| boeddhisme in Mexico                          | Noord-Amerika    | 106.202.903      | 0           | –          |
| boeddhisme in Moldavië                        | Oost-Europa      | 4.455.421        | 0           | –          |
| boeddhisme in Mongolië                        | Centraal-Azië    | 2.791.272        | 2.595.882   | 93%        |
| boeddhisme in Montenegro                      | Balkan           | 678.200          | 0           | –          |
| boeddhisme in Mozambique                      | Zuidelijk Afrika | 19.406.703       | 0           | –          |
| boeddhisme in Myanmar                         | Zuidoost-Azië    | 42.909.464       | 38.618.517  | 90%        |
| boeddhisme in Namibië                         | Zuidelijk Afrika | 2.030.692        | 0           | –          |
| boeddhisme in Nederland                       | West-Europa      | 16.407.491       | 82.037      | 0,5%       |
| boeddhisme in Nepal                           | Zuid-Azië        | 27.676.547       | 3.044.420   | 11%        |
| boeddhisme in Nicaragua                       | Midden-Amerika   | 5.465.100        | 5.465       | 0,1%       |
| boeddhisme in Nieuw-Zeeland                   | Oceanië          | 4.035.461        | 43.582      | 1,08%      |
| boeddhisme in Niger                           | West-Afrika      | 11.665.937       | 0           | –          |
| boeddhisme in Nigeria                         | West-Afrika      | 128.771.988      | 0           | –          |
| boeddhisme in Noord-Korea                     | Oost-Azië        | 22.912.177       | 382.633     | 1,67%      |
| boeddhisme in Noorwegen                       | West-Europa      | 4.593.041        | 4.593       | 0,1%       |
| boeddhisme in Oeganda                         | Oost-Afrika      | 27.269.482       | 0           | –          |
| boeddhisme in Oekraïne                        | Oost-Europa      | 47.425.336       | 0           | –          |
| boeddhisme in Oezbekistan                     | Centraal-Azië    | 26.851.195       | 53.702      | 0,2%       |
| boeddhisme in Oman                            | Midden-Oosten    | 3.001.583        | 15.007      | 0,5%       |
| boeddhisme in Oostenrijk                      | Centraal-Europa  | 8.184.691        | 10.394      | 0,127%     |
| boeddhisme in Oost-Timor                      | Zuidoost-Azië    | 1.040.880        | 0           | –          |
| boeddhisme in Pakistan                        | Zuid-Azië        | 162.419.946      | 162.419     | 0,1%       |
| boeddhisme in de Palestijnse Autoriteit       | Midden-Oosten    | 3.761.904        | 0           | –          |
| boeddhisme in Panama                          | Midden-Amerika   | 3.039.150        | 15.195      | 0,5%       |
| boeddhisme in Papoea-Nieuw-Guinea             | Oceanië          | 5.545.268        | 11.090      | 0,2%       |
| boeddhisme in Paraguay                        | Zuid-Amerika     | 6.347.884        | 31.739      | 0,5%       |
| boeddhisme in Peru                            | Zuid-Amerika     | 27.925.628       | 0           | –          |
| boeddhisme in Polen                           | Centraal-Europa  | 38.635.144       | 0           | –          |
| boeddhisme in Portugal                        | West-Europa      | 10.566.212       | 63.397      | 0,6%       |
| boeddhisme in Puerto Rico                     | Caraïben         | 3.916.632        | 0           | –          |
| boeddhisme in Qatar                           | Midden-Oosten    | 863.051          | 0           | –          |
| boeddhisme in Roemenië                        | Balkan           | 22.329.977       | 0           | –          |
| boeddhisme in Rusland                         | Oost-Europa      | 143.420.309      | 717.101     | 0,5%       |
| boeddhisme in Rwanda                          | Oost-Afrika      | 8.440.820        | 0           | –          |
| boeddhisme in Saoedi-Arabië                   | Midden-Oosten    | 26.417.599       | 79.252      | 0,3%       |
| boeddhisme in Senegal                         | West-Afrika      | 11.126.832       | 0           | –          |
| boeddhisme in Servië                          | Balkan           | 10.100.000       | 0           | –          |
| boeddhisme in Seychellen                      | Oost-Afrika      | 81.188           | 0           | –          |
| boeddhisme in Sierra Leone                    | West-Afrika      | 6.017.643        | 0           | –          |
| boeddhisme in Singapore                       | Zuidoost-Azië    | 4.425.720        | 1.880.931   | 42,5%      |
| boeddhisme in Slovenië                        | Centraal-Europa  | 2.011.070        | 0           | –          |
| boeddhisme in Slowakije                       | Centraal-Europa  | 5.431.363        | 0           | –          |
| boeddhisme in Soedan                          | Noord-Afrika     | 40.187.486       | 0           | –          |
| boeddhisme in Somalië                         | Oost-Afrika      | 8.591.629        | 0           | –          |
| boeddhisme in Spanje                          | West-Europa      | 40.341.462       | 0           | –          |
| boeddhisme in Sri Lanka                       | Zuid-Azië        | 20.064.776       | 14.045.343  | 70%        |
| boeddhisme in Suriname                        | Zuid-Amerika     | 438.144          | 0           | –          |
| boeddhisme in Swaziland                       | Zuidelijk Afrika | 1.173.900        | 0           | –          |
| boeddhisme in Syrië                           | Midden-Oosten    | 18.448.752       | 0           | –          |
| boeddhisme in Tadzjikistan                    | Centraal-Azië    | 7.163.506        | 7.163       | 0,1%       |
| boeddhisme in Taiwan                          | Oost-Azië        | 22.894.384       | 5.723.596   | 25%        |
| boeddhisme in Tanzania                        | Oost-Afrika      | 36.766.356       | 36.766      | 0,1%       |
| boeddhisme in Thailand                        | Zuidoost-Azië    | 65.444.371       | 61.517.708  | 94%        |
| boeddhisme in Togo                            | West-Afrika      | 5.681.519        | 0           | –          |
| boeddhisme in Trinidad en Tobago              | Midden-Amerika   | 1.088.644        | 3.265       | 0,3%       |
| boeddhisme in Tsjaad                          | Centraal-Afrika  | 9.826.419        | 0           | –          |
| boeddhisme in Tsjechië                        | Centraal-Europa  | 10.241.138       | 0           | –          |
| boeddhisme in Tunesië                         | Noord-Afrika     | 10.074.951       | 0           | –          |
| boeddhisme in Turkije                         | Midden-Oosten    | 69.660.559       | 69.660      | 0,1%       |
| boeddhisme in Turkmenistan                    | Centraal-Azië    | 4.952.081        | 0           | –          |
| boeddhisme in Uruguay                         | Zuid-Amerika     | 3.415.920        | 0           | –          |
| boeddhisme in Venezuela                       | Zuid-Amerika     | 25.375.281       | 25.375      | 0,1%       |
| boeddhisme in de Verenigde Arabische Emiraten | Midden-Oosten    | 2.563.212        | 51.264      | 2%         |
| boeddhisme in de Verenigde Staten             | Noord-Amerika    | 295.734.134      | 2.957.341   | 1%         |
| boeddhisme in Vietnam                         | Zuidoost-Azië    | 83.535.576       | 41.767.788  | 50%        |
| boeddhisme in de Westelijke Sahara            | Noord-Afrika     | 273.008          | 0           | –          |
| boeddhisme in Wit-Rusland                     | Oost-Europa      | 10.300.483       | 0           | –          |
| boeddhisme in Zambia                          | Zuidelijk Afrika | 11.261.795       | 0           | –          |
| boeddhisme in Zimbabwe                        | Zuidelijk Afrika | 12.746.990       | 0           | –          |
| boeddhisme in Zuid-Afrika                     | Zuidelijk Afrika | 44.344.136       | 44.344      | 0,1%       |
| boeddhisme in Zuid-Korea                      | Oost-Azië        | 48.422.644       | 11.297.002  | 23,33%     |
| boeddhisme in Zweden                          | West-Europa      | 9.001.774        | 15.000      | 0.2%       |
| boeddhisme in Zwitserland                     | West-Europa      | 7.489.370        | 7.489       | 0,1%       |
| Totaal                                        | Totaal           | 6.430.856.221    | 415.266.727 | 6,457%     |

## Per regio
Deze percentages zijn berekend op basis van de informatie in de bovenstaande tabel. Het eerste percentage (in de 4e kolom) is het percentage van de bevolking dat boeddhist is in een regio. De laatste kolom toont het percentage boeddhisten van een regio vergeleken met het totaal aantal boeddhisten in de wereld.
(Egypte, Soedan, en andere landen in Maghreb worden niet bij het Midden-Oosten maar bij Noord-Afrika gerekend.)
| Regio            | Totale bevolking | Boeddhisten | Percentage | Percentage wereldwijd |
| ---------------- | ---------------- | ----------- | ---------- | --------------------- |
| Centraal-Afrika  | 83.121.055       | 0           | 0%         | 0%                    |
| Noord-Afrika     | 202.151.323      | 0           | 0%         | 0%                    |
| Oost-Afrika      | 193.741.900      | 36.766      | 0,019%     | 0,009%                |
| West-Afrika      | 268.997.245      | 0           | 0%         | 0%                    |
| Zuidelijk Afrika | 137.092.019      | 48.035      | 0,035%     | 0,012%                |
| Totaal           | 885.103.542      | 84.801      | 0,01%      | 0,02%                 |

| Regio                | Totale bevolking | Boeddhisten | Percentage | Percentage wereldwijd |
| -------------------- | ---------------- | ----------- | ---------- | --------------------- |
| het Caribisch Gebied | 23.809.622       | 0           | 0%         | 0%                    |
| Midden-Amerika       | 42.223.849       | 27.941      | 0,066%     | 0,007%                |
| Noord-Amerika        | 446.088.748      | 3.231.127   | 0,724%     | 0,778%                |
| Zuid-Amerika         | 371.075.531      | 351.511     | 0,095%     | 0,085%                |
| Totaal               | 883.197.750      | 3.610.579   | 0,409%     | 0,869%                |

| Regio             | Totale bevolking | Boeddhisten | Percentage | Percentage wereldwijd |
| ----------------- | ---------------- | ----------- | ---------- | --------------------- |
| Centraal-Azië     | 92.019.166       | 2.656.747   | 2,887%     | 0,64%                 |
| het Midden-Oosten | 274.775.527      | 215.183     | 0,078%     | 0,052%                |
| Oost-Azië         | 1.527.960.261    | 212.374.578 | 13,899%    | 51,142%               |
| Zuid-Azië         | 1.437.326.682    | 27.187.525  | 1,892%     | 6,547%                |
| Zuidoost-Azië     | 571.337.070      | 166.920.075 | 29,216%    | 40,196%               |
| Totaal            | 3.903.418.706    | 409.354.108 | 10,487%    | 98,576%               |

| Regio           | Totale bevolking | Boeddhisten | Percentage | Percentage wereldwijd |
| --------------- | ---------------- | ----------- | ---------- | --------------------- |
| de Balkan       | 65.407.609       | 0           | 0%         | 0%                    |
| Centraal-Europa | 74.510.241       | 10.394      | 0,014%     | 0,003%                |
| Oost-Europa     | 212.821.296      | 717.101     | 0,337%     | 0,173%                |
| West-Europa     | 375.832.557      | 1.068.354   | 0,28%      | 0,254%                |
| Totaal          | 728.571.703      | 1.795.849   | 0,244%     | 0,429%                |

| Regio   | Totale bevolking | Boeddhisten | Percentage | Percentage wereldwijd |
| ------- | ---------------- | ----------- | ---------- | --------------------- |
| Oceanië | 30.564.520       | 436.390     | 1,428%     | 0,105%                |

## Top 20
Top 20 naar bevolking (links) en naar percentage (rechts).
| Plaats | Land                              | Boeddhisten | Percentage | Land                        | Percentage | Boeddhisten |
| ------ | --------------------------------- | ----------- | ---------- | --------------------------- | ---------- | ----------- |
| 1      | boeddhisme in China               | 104.505.104 | 8%         | boeddhisme in Cambodja      | 96%        | 14.172.455  |
| 2      | boeddhisme in Japan               | 90.466.243  | 71%        | boeddhisme in Thailand      | 94%        | 61.517.708  |
| 3      | boeddhisme in Thailand            | 61.517.708  | 94%        | boeddhisme in Mongolië      | 93%        | 2.595.882   |
| 4      | boeddhisme in Vietnam             | 41.767.788  | 50%        | boeddhisme in Myanmar       | 90%        | 38.618.517  |
| 5      | boeddhisme in Myanmar             | 38.618.517  | 90%        | boeddhisme in Bhutan        | 74%        | 1.651.895   |
| 6      | boeddhisme in Cambodja            | 14.172.455  | 96%        | boeddhisme in Sri Lanka     | 70%        | 14.045.343  |
| 7      | boeddhisme in Sri Lanka           | 14.045.343  | 70%        | boeddhisme in Japan         | 71%        | 90.466.243  |
| 8      | boeddhisme in Zuid-Korea          | 11.297.002  | 23,33%     | boeddhisme in Laos          | 60%        | 3.730.284   |
| 9      | boeddhisme in India               | 7.561.850   | 0,7%       | boeddhisme in Vietnam       | 50%        | 41.767.788  |
| 10     | boeddhisme in Taiwan              | 5.723.596   | 25%        | boeddhisme in Singapore     | 42,5%      | 1.880.931   |
| 11     | boeddhisme in Maleisië            | 4.599.002   | 19,2%      | boeddhisme in Taiwan        | 25%        | 5.723.596   |
| 12     | boeddhisme in Laos                | 3.730.284   | 60%        | boeddhisme in Zuid-Korea    | 23,33%     | 11.297.002  |
| 13     | boeddhisme in Nepal               | 3.044.420   | 11%        | boeddhisme in Maleisië      | 19,2%      | 4.599.002   |
| 14     | boeddhisme in de Verenigde Staten | 2.957.341   | 1%         | boeddhisme in Brunei        | 13%        | 48.406      |
| 15     | boeddhisme in Mongolië            | 2.595.882   | 93%        | boeddhisme in Nepal         | 11%        | 3.044.420   |
| 16     | boeddhisme in Indonesië           | 2.032.580   | 0,84%      | boeddhisme in China         | 8%         | 104.505.104 |
| 17     | boeddhisme in Singapore           | 1.880.931   | 42,5%      | boeddhisme in Australië     | 1,9%       | 381.718     |
| 18     | boeddhisme in Bhutan              | 1.651.895   | 74%        | boeddhisme in Noord-Korea   | 1,67%      | 382.633     |
| 19     | boeddhisme in Bangladesh          | 721.598     | 0,5%       | boeddhisme in de Filipijnen | 1,5%       | 1.317.862   |
| 20     | boeddhisme in Rusland             | 717.101     | 0,5%       | boeddhisme in Nieuw-Zeeland | 1,08%      | 43.582      |

België · Cambodja · China (Hongkong · Tibet) · India · Indonesië · Japan · Korea · Myanmar · Mongolië · Nederland · Rusland · Sri Lanka · Taiwan · Thailand